# Cincii
Les Cincii sont une gens romaine d'origine roturière originaire de Falerii. Ils se sont particulièrement illustrés en politique pendant la deuxième guerre punique.
Lucius Cincius Alimentus a été le premier membre de la gens à entrer au Sénat et à occuper un poste pertinent dans le cursus honorum, en tant que préteur de la Sicile en l'an 210 av. Son frère Marcus était également sénateur, et tribun du peuple et architecte de la loi Cincia.

## Nom gentilice
Le latin Cincius, gentilice des Cincii, serait l'adaptation d'un gentilice étrusque.

## Principaux membres
- Caius Cincius, édile plébéien à la fin du IIIe siècle av. J.-C. [b 1]
- Lucius Cincius Alimentus, préteur de Sicile en 209 av. J.-C. et historien[2],[3] ;
- Marcus Cincius Alimentus, tribun de la plèbe en 204 av. J.-C.[3] et auteur de la loi Cincia[3] ;
- Cincius Faliscus, acteur[4] ;
- Cincius, ami d'Atticus[3] ;
- Lucius Cincius, historien[5].
- Pompeia Appia Cincia Agathoclia, une femme de l'ordre sénatorial au IIIe siècle[b 2]